# Ángel Arteaga
Ángel Arteaga de la Guía (Campo de Criptana, Ciudad Real, Castilla-La Mancha, 28 de enero de 1928-Madrid, 17 de enero de 1984) fue un músico y compositor español.

## Biografía
Ángel Arteaga, nacido en Campo de Criptana en el año 1928, su iniciación musical la realizó en la Agrupación Musical de Campo de Criptana, a los 14  años, con su instrumento predilecto, el trombón. Con el cual pudo ingresar  en una banda en Madrid, donde prestó su servicio militar.
En 1950 ingresó en el Real Conservatorio de Música de Madrid, donde cursó estudios de piano, armonía, fuga y composición con los profesores Vitorino Echebarría, Francisco Calés y Julio Gómez García.  Entre 1957 y 1963 estudió en la "Staatliche Hochschule für Musik" de Múnich con los maestros Carl Orff y Harald Genzmer (discípulo de Hindemith). Así mismo realizó cursos sobre composición y música para cine  en la Academia Chigiana de Siena (Italia). 
Fue uno de los compositores cinematográficos más prolífico. Su aportación compositiva creadora en la música de cine supera las 430 obras,  entre ellas largometrajes de ficción, cortometrajes, documentales, videos y películas.
En 1970 obtuvo el Premio Sindical Cinematográfico para la mejor composición para la película "La Celestina", dirigida por César  Fernández Ardavín.
En 1969 compuso música sobre la novela de Arthur Schnitzler "Die Traumnovelle" (La Novela Soñada) para la televisión austriaca en Viena.
En Alemania contrajo matrimonio con Waltraud Pitzenbauer en 1964 y tuvieron 4 hijos.
Ejerció como catedrático en el Real Conservatorio de Madrid.

## Su personalidad, técnica y estilo
Músico de instinto, esto es, de ideas, su pensamiento estaba cargado de ironía, perceptible claramente en obras como las basadas en Ramón Gómez de la Serna. Huía de encasillamientos y adscripciones a través de una obra propia y muy personal. Por esa capacidad, era exigente autocrítico y contemplador analítico. Resolvía en música cuanto absorbía su mirada de artista plástico o su lirismo de poeta. En lo técnico, lucía un oficio de alta calidad y gran belleza artesanal.
Reseñar el estreno de la ópera La Mona de Imitación, en el Teatro de la Zarzuela (mayo de 1973), por Ester Casas, Pedro Farrés y María Aragón, con dirección escénica de Pérez Sierra y musical de Odón Alonso. Sin duda, constituyó un verdadero éxito gracias al inteligente tratamiento de la prosa de Ramón y a la inserción de los pentagramas en la curva ideológica del literato para llevar más lejos los planteamientos y soluciones de un humor trascendente.
Ángel Arteaga nos ha dejado lo suficiente para situar con justicia su figura entre las más destacadas de la generación de 1951.

## Premios
- Primer premio en 1961 en el Concurso "Hugo von Montfort" celebrado en Bregenz (Austria) con la obra para orquesta "Clavileño", entre más de 130 compositores de todo el mundo. En el mismo año ganó el Accésit en el Concurso Premio Málaga" con la obra "Prólogo para orquesta".
- En agosto de 1962 le concedieron el Premio "Ferdinando Ballo" en un concurso Internacional, celebrado en Viena con la obra "Trio para órgano".
- En marzo de 1963 se le concedió el Premio Internacional "Cueva de Nerja" otorgado por el Ministerio de Información y Turismo que fue estrenado en Nerja en 1964. En el mismo año se le fue concedido una pensión por la Fundación Juan March  por la realización del ballet "El Bosque animado".
- En 1973 obtuvo el premio de composición "Círculo de Bellas Artes" con la obra "Eloges", cantata sobre poemas de Saint John Perse y estrenado en febrero de 1974 por la Orquesta Nacional de España.
- El 15 de agosto de 1961 se estrenó en los Festivales de Bayreuth  la obra de cámara "Octeto", esta misma obra fue grabada para la radio en Hamburgo y transmitida en noviembre del mismo año, interpretándose en el año 1962 en Siena (Italia) y grabada entonces por la BBC de Londres.
- Premio “Hugo Von Monfort” en Bregenz (Austria) por su obra Prólogo para Orquesta (1961)

Comprende unas veintenas de obras estrenadas y grabadas en Radio Nacional de España.
En 1997 fue nombrado, a título póstumo, Hijo Predilecto de Campo de Criptana, junto con el también músico y compositor Manuel Angulo Sepúlveda. Y en enero de 2006 se publicó su disco Retrato con una selección de sus obras más representativas, por parte de la Orquesta Ciudad de Granada, bajo la dirección de José Luis Temes.

## Principales composiciones
Junto a su actividad docente como catedrático de armonía del Real Conservatorio de Música de Madrid, Ángel Arteaga fue un destacado compositor. Así, es posible destacar sus principales obras:
- Obras de cámara: Improvisación y Canon, Cuatro Improvisaciones (para viola y piano, 1960), Cuatro Piezas, Músicas de Don Quijote, Música para un festival cervantino y Divertimento.

- Obras corales: Eloges (sobre Saint John Perse, 1963, por el que en 1967 recibió accésit en el Concurso Sinfónico Coral de Guipúzcoa), Kontakion (sobre la liturgia bizantina, 1962), Himnos Medievales y Kinderlied.

- Obras vocales: Santo de Palo (sobre Pedro Salinas, 1972).

- Obras para instrumentos solos: Sonatina estilo clásico, Segunda palabra (que glosa sin cantarlo un texto de Gerardo Diego, 1971), Abisiphon y Trio para órgano.

- Obras para instrumentos varios: Octetos, Irradiaciones, Contextura, Contexto II, Simplicisimus, Sonata a tres, Concertante y Fin de Curso.

- Obras para el teatro: La mona de imitación (ópera de cámara, estrenada en mayo de 1973 en el Teatro de la Zarzuela de Madrid). El bosque de Sama (ópera para niños) y Tres rosas de Aranjuez (ballet en colaboración con Manuel Angulo).
- Obras para cine compusó alrededor de 434 largometrajes, cortometrajes, videos y películas. La más destacada La Celestina, dirigida por César Fernández Ardavin, obtuvo el premio Sindical Cinematográfico a la mejor composición.

Operas
- La Celestina: Voz y orquesta, encargo de Juan March.
- La Mona de Imitación (1958): Opera de cámara, estrenado en la Zarzuela en 1972.
- El Bosque de Sama (Fábulas): Estrenado en San Lorenzo de El Escorial en 1979.

Ballet
- El bosque animado: Encargo de Juan March.
- Sara Lezana  (sin título)